# Odbojkaški klub Jedinstvo Užice
L'Odbojkaški klub Jedinstvo Užice è una società pallavolistica femminile serba, con sede a Užice: milita nel campionato di Prva B liga.

## Storia
L'Odbojkaški klub Jedinstvo Užice nasce nel 1968. Nei primissimi anni della sua storia milita nelle categorie minori del campionato jugoslavo, debuttando nel massimo campionato nel 1974. Per circa vent'anni il club non riesce ad ottenere risultati di prestigio, retrocedendo diverse volte e conquistando nuovamente il diritto a partecipare alla Prva Liga.
Negli anni novanta arriva la svolta, con la vittoria di otto campionati serbo-montenegrini e sette vittorie in Coppa di Serbia e Montenegro, senza tuttavia ottenere mai risultati di spicco in quelle europee. Nel decennio successivo l'egemonia del club è messa in discussione dall'emergente Poštar e dalle vittorie della Stella Rossa; per contro, nel 2002 arriva la prima finale in una competizione CEV, precisamente in Top Teams Cup, dove però arriva la sconfitta per mano dell'Azərreyl.
Nel 2003 il club conquista per la nova volta la coppa nazionale e nel 2005 arriva la nona vittoria in campionato.
Dopo la nascita del campionato serbo, il club non riesce più a ripetere le vittorie di un tempo, permanendo tuttavia in Superliga fino alla stagione 2013-14, quando la sconfitta nei play-out determina la retrocessione della formazione in Prva Liga. La permanenza nel campionato cadetto dura solamente un'annata e il club torna a disputare la massima serie nella stagione 2015-16; una nuova retrocessione nel campionato successivo e due campionati cadetti sono i primi sintomi di una crisi che precipita la società in Prva B liga, la terza serie nazionale, nell'annata 2019-20.

## Palmarès
- Campionato serbo-montenegrino: 9

1993-94, 1994-95, 1995-96, 1996-97, 1997-98, 1998-99, 1999-00, 2000-01, 2004-05
- Coppa di Serbia e Montenegro: 8

1993, 1994, 1996, 1997, 1998, 1999, 2000, 2003